# Lledó d'Algars
Lledó d'Algars és una localitat i municipi espanyol de la província de Terol, a la Comunitat Autònoma de l'Aragó. Aquest se situa a la comarca del Matarranya, a l'esquerra del riu d'Algars.
El municipi s'ubica en el límit amb la comarca de la Terra Alta, en la veïna Catalunya, en la coneguda com a Franja de Ponent o Franja d'Aragó, essent aquest un municipi aragonès de parla catalana.
La temperatura mitjana anual és de 14,5° i la precipitació anual, 400 mm.